# تنغة الأولى (بهمنشير الجنوبي)
تنغة الأولى (بالفارسية: تنگه یک) هي قرية تقع في إيران في قسم بهمنشير الجنوبي الريفي. يقدر عدد سكانها بـ 2,726 نسمة .